# My Blood (canción de Twenty One Pilots)
«My Blood» es una canción del dúo musical estadounidense Twenty One Pilots. Fue lanzada el 27 de agosto de 2018 como cuarto sencillo de su quinto 
álbum de estudio
Trench (2018).